# Хустський район (1953—2020)
Ху́стський райо́н — колишня адміністративно-територіальна одиниця Закарпатської області України. Населення становить 95 636 осіб (на 1.01.2020). Площа — 975 км² (65 500 га — с/г земель, 40% — ліси). Адміністративний центр місто Хуст, яке не входить до складу району.
Район межував з Румунією. Загальна кількість населених пунктів становить 57, з яких 1 селище міського типу, 21 велике село. Центральні органи адміністративного управління району знаходяться у районному центрі — місті Хуст (32,5 тис. ос.). Місто Хуст, що має статус міста обласного значення, а також 3 села (Зарічне, Кіреші та Чертіж) підпорядковані Хустській міській раді і до складу Хустського району не входять. Ліквідований у липні 2020 року, у зв'язку з проведенням адміністративно-територіальної реформи та включений до складу новоутвореного укрупненого Хустського району, до якого також увійшли колишній Міжгірський, частина Іршавського та Свалявського районів.

## Географія
Переважну більшість території району займають гори, а найвищою точкою Хустщини є вершина Лак, що підіймається на 1134 метри. Значну роль у формуванні рельєфу відіграють річки Тиса, Теребля. На території району знаходиться «Закарпатське море» — Вільшанське водосховище та вулканічне Липовецьке озеро, яке, до речі, розташоване у горловині давнього вулкана. Про нього розповідають багато таємничих історій.
Флора Хустщини представлена унікальними рослинами: айстра альпійська, еритроній собачий зуб, сосна кедрова, тирлич вирізаний, тирлич жовтий, тис ягідний, дзвоники карпатські, ширянка альпійська, виток карпатський, смородина карпатська, льон гірський.
Серед тварин особливо поширені на Хустщині: лисиця, вовк, єнот уссурійський, бурий ведмідь, борсук, куниця, горностай, видра, лісовий кіт, рись, заєць, вивірка, вепр, сарна, карпатський олень.
Серед птахів слід назвати глухаря, тетерева, рябчика, сіру куріпку, сову, дика гуска, дика качка, а з плазунів поширені ящірки, вуж, веретільниця, гадюка звичайна, саламандра. У річках району водиться багато риби: пструг струмковий, лосось дунайський, харіус, умбра, бабець, марена, головень, плітка, карась.
На території Хустщини розташований Хустський масив Карпатського заповідника «Долина нарцисів», а також кілька унікальних заказників, де охороняються унікальні рослини та тварини Карпат. Саме тут ростуть унікальні дикі гірські нарциси, які не збереглися ніде більше у Європі. Як стверджують вчені, в льодовиковий період сталися геологічні катаклізми і з гір сповз величезний шмат землі разом з рослинами, які і стали знаменитістю цієї долини. А ось неподалік с. Іза знаходиться знаменита на всю Україну оленяча ферма, де вирощують плямистих оленів з метою здобуття з рогів цих благородних тварин важливої медичної сировини — пантокрину.

### Мінеральні води
Основні бальнеологічні ресурси становлять 4 родовища мінеральних вод різних груп: Шаянське, Драгівське, Велятинське, Нарцис. Відомі також численні окремі водопрояви мінеральних вод (49 свердловин, 42 джерела). Серед водопроявів — хлоридні натрієві води, розсоли (Шаянське, Велятинське родовища, а також у с. Олександрівка) Солотвинської западини. Наявні мінеральні води можна використовувати як для пиття, так і для купання (ванни, басейни). Ще застосовуються для інгаляцій, виготовлення лікувальних солей, і, звичайно, розливу в пляшки.
Розливаються 4 види мінеральних вод — Хижанська, Шаянська, Нарцис та Драгівська.
На території району знаходяться угіддя Карпатського біосферного заповідника — Угольський масив, а також урочище Кіреші (заповідник державного значення, відомий під назвою Долина нарцисів). Природно-заповідним фондом місцевого значення є урочище Монастир.

## Природно-заповідний фонд

### Заповідний масив
Долина нарцисів (частина Карпатського біосферного заповідника).

### Ботанічні пам'ятки природи
Дуб звичайний (Крайниково), Тюльпанне дерево.

### Геологічні пам'ятки природи
Оголені скелі на березі р. Теребля, Скелі (урочище «Поточок»), Червона скеля-стрімчак над рікою Ріка.

### Гідрологічні пам'ятки природи
Городилівський водоспад, Ніреський водоспад, Липовецьке озеро, Озеро солене (Данилово), Озеро солене (Олександріївка).

### Гідрологічні пам'ятки природи (джерела)
Джерело № 1 (Вишково), Джерело № 1 (Копашнево), Джерело № 1 (Крайниково), Джерело № 1 (Нижнє Селище), Джерело № 1 (Олександрівка), Джерело № 2 (Вишково), Джерело № 2 (Копашнево), Джерело № 2 (Крайниково), Джерело № 2 (Нижнє Селище), Джерело № 2 (Олександрівка), Джерело № 4 (Драгово), Джерело б/н (Боронява), Джерело б/н (Вишково, урочище Варгедь), Джерело б/н (Вишково), Джерело б/н (Крива), Джерело б/н (Липовець), Джерело б/н (Нанково), Джерело б/н (Нижній Бистрий), Джерело б/н (Стеблівка), Джерело б/н (Хуст), Свердловина б/н (Липча).

### Пралісові пам'ятки природи
Праліс та квазіпраліси Вишківського лісництва, Природні ліси Березівського лісництва, Природні ліси Нижньобистрівського лісництва.

## Історія

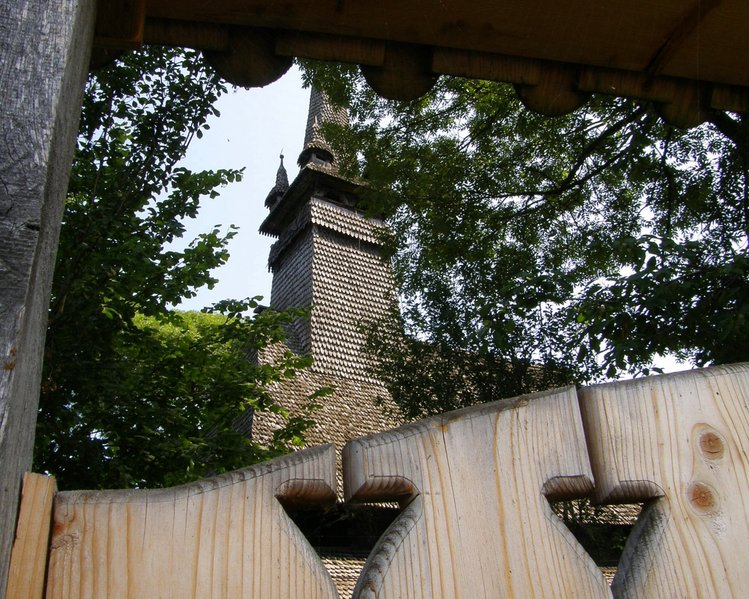
Церква св. Миколи, XVII ст., 1704. c. Сокирниця

В районі розташовані унікальні дерев'яні церкви у селах Данилово, Крайниково, Сокирниця, Олександрівка, окрім того тут є декілька монастирів: жіночий православний у селах Драгово-Забродь, жіночий православний у селі Липча, чоловічий православний у селі Іза-Нанково, чоловічий православний у Хуст-Городилово, чоловічий православний у Хуст-Колесарово.
Цікаво, що на території району знаходяться два середньовічні замки: Хустський замок ХІ-XVIII ст. та Вишківський замок XIII–XIV ст. Руїни Хустського замку — у 1191 р. угорські королі закінчили будувати фортецю, будівництво якої йшло понад сто років. Після 1526 р. замок перейшов до Трансільванського князівства. У 1709 р. у замку відбувся загальнотрансільванський сейм прибічників Ференца ІІ Ракоці. У 1766 р. під час великої грози над Хустом блискавка влучила в порохову вежу замку і запалила її, від чого значна частина фортеці була знищена.
Залишки Вишківського замку — перша згадка про фортецю сягає кінця ХІІІ ст. (1281 р.), коли брати Мік та Іштван Чепа з роду Гунт-Пазмань на землях, подарованих їм угорським королем Ласло IV побудували на горі Вар-Гедь (висота 589 м) земляну фортецю. Вона виконувала роль охорони водного шляху по Тисі, по якому йшла із солотвинських солекопалень кам'яна сіль. У 1300–1350 рр. фортеця була центром Мараморського комітату.
Цікаво що саме на Хустщині у 1874 р. винахідник А. Єнковський із села Стеблівки винайшов машину для механізованого збирання пшениці, яку пізніше запатентували у США як комбайн.
Не менш цікавим є те, що після розпаду Австро-Угорщини восени 1918 р. багато закарпатців виявило бажання приєднатися до України і про це чітко було заявлено на з'їзді саме у невеличкому тоді містечку Хуст, 21 січня 1919 р.
А через два десятиліття Хустщина дала закарпатській історії черговий поворот 15 березня 1939 р. було проголошення нове державне утворення — Карпатська Україна з центром у місті Хуст, а першим її президентом став Августин Волошин. Ця держава проіснувала зовсім недовго, оскільки невдовзі була окупована Угорщиною. А вже у 1941 році Угорська держава, до складу якої входило і Закарпаття, вступила у Другу світову війну.
25 травня 2014 року відбулися Президентські вибори України. У межах Хустського району було створено 48 виборчих дільниць. Явка на виборах складала — 41,89% (проголосували 29 884 із 71 336 виборців). Найбільшу кількість голосів отримав Петро Порошенко — 62,52% (18 682 виборців); Юлія Тимошенко — 9,55% (2 855 виборців), Олег Ляшко — 7,60% (2 271 виборців), Сергій Тігіпко — 5,50% (1 644 виборців), Анатолій Гриценко — 3,05% (912 виборців). Решта кандидатів набрали меншу кількість голосів. Кількість недійсних або зіпсованих бюлетенів — 1,83%.

## Адміністративний устрій
Адміністративно-територіально район поділяється на 1 селищну раду і 25 сільських рад, які об'єднують 57 населених пунктів та підпорядковані Хустській районній раді. Адміністративний центр — місто Хуст.

## Населення
Динаміка чисельності населення
- 1970 — 108 561 (з м. Хуст)
- 1979 — 116 960 (з м. Хуст)
- 1989 — 126 692 (з м. Хуст)
- 2001 — 96 561
- 2014 — 95 662
- 2020 — 95 636

Розподіл населення за віком та статтю (2001):
| Стать | Всього | До 15 років | 15-24 | 25-44  | 45-64  | 65-85 | Понад 85 |
| --- | ------ | ----------- | ----- | ------ | ------ | ----- | -------- |
| Чоловіки | 47 380 | 11 384      | 7974  | 14 872 | 8949   | 4036  | 165      |
| Жінки | 49 580 | 10 546      | 7655  | 14 143 | 10 077 | 6811  | 348      |
| \| Статево-вікова піраміда \| Статево-вікова піраміда \| Статево-вікова піраміда \| \| ----------------------- \| ----------------------- \| ----------------------- \| \| Чоловіки \| Вік \| Жінки \| \| 165 \| 85 + \| 348 \| \| 279 \| 80-84 \| 551 \| \| 804 \| 75-79 \| 1524 \| \| 1313 \| 70-74 \| 2243 \| \| 1640 \| 65-69 \| 2493 \| \| 1942 \| 60-64 \| 2714 \| \| 1857 \| 55-59 \| 2016 \| \| 2443 \| 50-54 \| 2633 \| \| 2707 \| 45-49 \| 2714 \| \| 3714 \| 40-44 \| 3573 \| \| 3659 \| 35-39 \| 3463 \| \| 3736 \| 30-34 \| 3417 \| \| 3763 \| 25-29 \| 3690 \| \| 3911 \| 20-24 \| 3569 \| \| 4063 \| 15-20 \| 4086 \| \| 4315 \| 10-14 \| 4101 \| \| 3840 \| 5-9 \| 3522 \| \| 3229 \| 0-4 \| 2923 \| |        |             |       |        |        |       |          |
| Статево-вікова піраміда |        |             |       |        |        |       |          |
| Чоловіки | Вік    | Жінки       |       |        |        |       |          |
| 165 | 85 +   | 348         |       |        |        |       |          |
| 279 | 80-84  | 551         |       |        |        |       |          |
| 804 | 75-79  | 1524        |       |        |        |       |          |
| 1313 | 70-74  | 2243        |       |        |        |       |          |
| 1640 | 65-69  | 2493        |       |        |        |       |          |
| 1942 | 60-64  | 2714        |       |        |        |       |          |
| 1857 | 55-59  | 2016        |       |        |        |       |          |
| 2443 | 50-54  | 2633        |       |        |        |       |          |
| 2707 | 45-49  | 2714        |       |        |        |       |          |
| 3714 | 40-44  | 3573        |       |        |        |       |          |
| 3659 | 35-39  | 3463        |       |        |        |       |          |
| 3736 | 30-34  | 3417        |       |        |        |       |          |
| 3763 | 25-29  | 3690        |       |        |        |       |          |
| 3911 | 20-24  | 3569        |       |        |        |       |          |
| 4063 | 15-20  | 4086        |       |        |        |       |          |
| 4315 | 10-14  | 4101        |       |        |        |       |          |
| 3840 | 5-9    | 3522        |       |        |        |       |          |
| 3229 | 0-4    | 2923        |       |        |        |       |          |

На території району проживають представники різних національностей, серед яких найбільше представлені українці, угорці (с. Вишково) і росіяни.
Національний склад населення району за переписом 2001 року
| національність | чисельність | частка |
| -------------- | ----------- | ------ |
| українці       | 92146       | 95,0%  |
| угорці         | 3785        | 3,9%   |
| росіяни        | 846         | 0,9%   |
| білоруси       | 35          | 0,0%   |
| німці          | 16          | 0,0%   |
| румуни         | 10          | 0,0%   |
| словаки        | 10          | 0,0%   |